# Ordine dei Grimaldi
L'ordine dei Grimaldi è una decorazione cavalleresca istituita nel principato di Monaco il 18 novembre 1954 dal principe Ranieri III.
Essa viene concessa per ricompensare il personale di servizio ed i benemeriti verso il principe e la sua casata; esso viene per tanto conferito ancora oggi su sola discrezione del principe reggente.
L'ordine dispone di cinque classi di benemerenza:
- cavaliere di gran croce: indossa la medaglia su una fascia che attraversa il petto dalla spalla destra al fianco sinistro, oltre a portare la stella sulla parte sinistra del petto;
- grand'ufficiale: indossa la medaglia al collo tramite un nastro, oltre alla stella sulla parte destra del petto;
- commendatore: indossa la medaglia al collo tramite un nastro;
- ufficiale: indossa la medaglia sulla parte sinistra del petto con una rosetta;
- cavaliere: indossa la medaglia sulla parte sinistra del petto .

| Nastri    |           |              |                 |            |
| Cavaliere | Ufficiale | Commendatore | Grand'Ufficiale | Gran Croce |

## Insegne
- La medaglia dell'ordine consiste in una croce matuna in argento ove sul diritto, nel medaglione centrale, si trovano le insegne del principato di Monaco, circondate dalla legenda francese "Rainer Grimaldi, prince de Monaco". Sul retro, invece, viene riportata la data del 1954 e la scritta francese "Principauté de Monaco". Il tutto è sostenuto da una corona principesca in oro.
- La stella dell'ordine, invece, è di disegno moderno e riporta al centro lo stemma losangato dei Grimaldi di Monaco in un medaglione a cerchio.
- Il nastro dell'ordine è bianco con una piccola striscia rossa su ciascun lato del nastro.